# فورک جنوبی (کلرادو)
فورک جنوبی (به انگلیسی: South Fork) شهری در ایالت کلرادو کشور ایالات متحده آمریکا است که جمعیت آن در سرشماری سال ۲۰۱۰ میلادی، ۳۸۶ نفر بوده‌است.